# 萨姆纳·怀特
萨姆纳·怀特（英語：Sumner White，1929年11月17日—1988年10月24日），生于纽约，美国前男子帆船运动员。他曾代表美国参加1952年夏季奥林匹克运动会帆船比赛，获得一枚金牌。

## 家庭
孪生兄弟埃德加·怀特。